# Pueblo Viejo kommun
Pueblo Viejo är en kommun i Mexiko.   Den ligger i delstaten Veracruz, i den östra delen av landet, 300 km norr om huvudstaden Mexico City. Antalet invånare är 52 593. Arean är 286 kvadratkilometer.
Terrängen i Pueblo Viejo är platt.
Följande samhällen finns i Pueblo Viejo:
- Anahuac
- Villa Cuauhtemoc
- El Crucero
- Bella Vista
- El Chachalaco
- Mezquite Gordo
- La Guadalupe
- Clemente Torres
- Kilómetro Quince